# 羅祖米夫卡 (扎波羅熱區)
47°45′9″N 35°8′17″E / 47.75250°N 35.13806°E
羅祖米夫卡（烏克蘭語：Розумівка）是位於烏克蘭東南部的村莊，由扎波羅熱州扎波羅熱区的多林斯凱市鎮負責管轄。該村距離下霍爾蒂察0.5公里，海拔高度25米，2001年人口1,989。